# Alone at Prom
Alone at Prom è il sesto album in studio del cantautore canadese Tory Lanez, pubblicato il 10 dicembre 2021 attraverso la sua etichetta discografica indipendente One Umbrella.
Un'edizione deluxe dell'album contenente dieci tracce bonus è stata resa disponibile il 17 novembre 2023.

## Descrizione
Il concept dietro all'album è quello di creare un disco ispirato dalla musica degli anni '80, infatti il progetto è stato descritto come un infuso di R&B, synth pop, bubblegum pop e rock alternativo di quel periodo.

## Tracce
1. Enchanted Waterfall – 3:11
2. Pink Dolphin Sunset (feat. Tee) – 3:32
3. Midnight's Interlude – 1:55
4. The Color Violet – 3:46
5. Lavender Sunflower – 2:31
6. Ballad of a Badman – 4:14
7. Lady of Namek – 3:13
8. Pluto's Last Comet – 3:31
9. '87 Stingray – 2:21
10. Hurt from Mercury – 3:23
11. Last Kiss of Nebulon – 4:18

Edizione deluxe
1. Prom King // Love on Acid – 4:13
2. Crystal Strawberry – 3:28
3. Wilona's Workshop – 2:53
4. Hurts Me (con Trippie Redd feat. Yoko Gold) – 2:20
5. Alexa Loves It – 2:57
6. Splash.Wave.Repeat (Interlude) – 3:25
7. Poison Ivy – 3:07
8. Sex Anonymous (feat. Yoko Gold) – 4:05
9. Shut Up & Love – 3:28
10. Kame House – 4:45

## Classifiche
| Classifiche (2021-23) | Posizione massima |
| --------------------- | ----------------- |
| Canada                | 19                |
| Irlanda               | 99                |
| Lituania              | 44                |
| Norvegia              | 18                |
| Nuova Zelanda         | 38                |
| Stati Uniti           | 28                |